# Violoncelliste

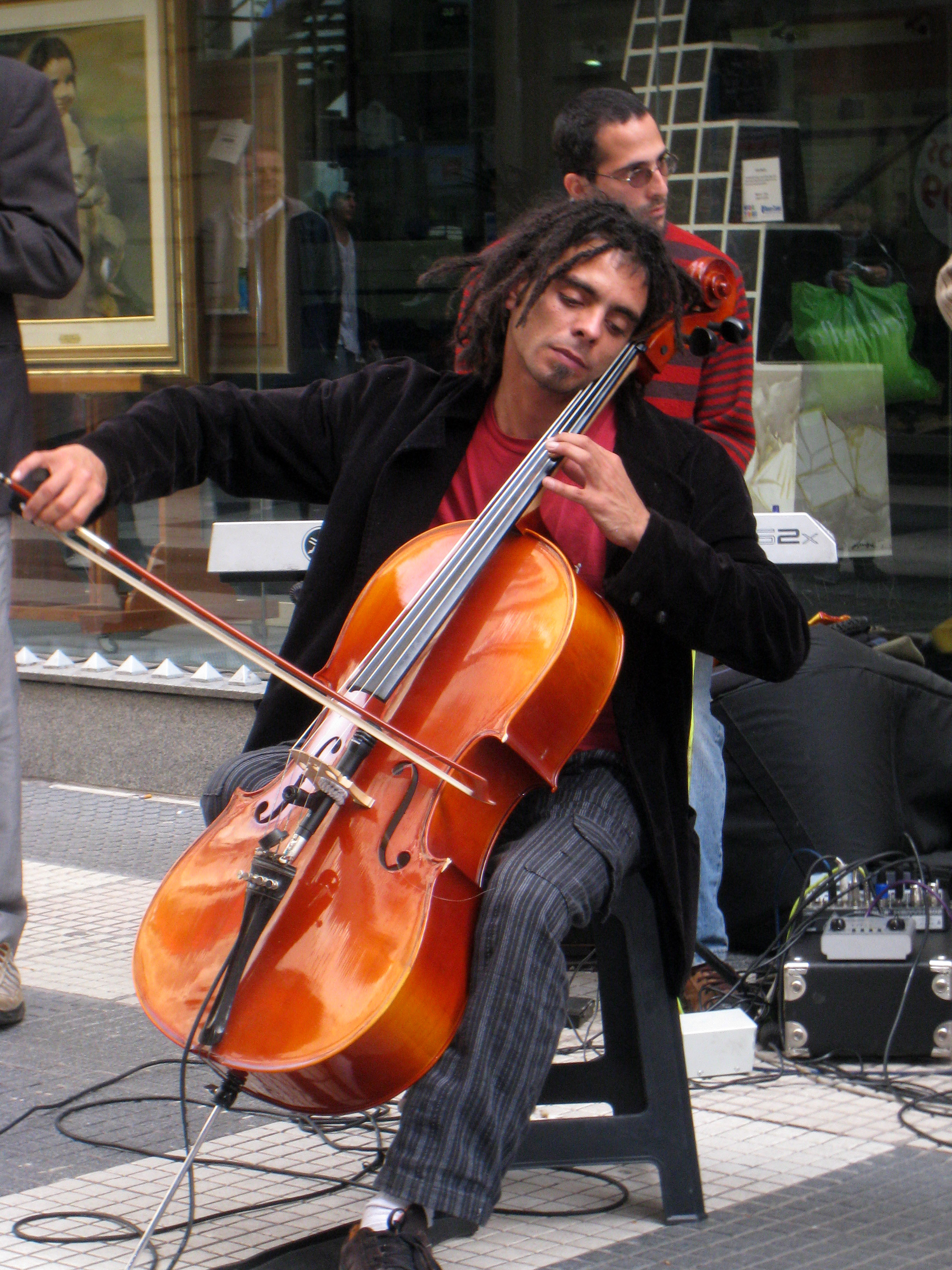
Un violoncelliste jouant un air de tango dans une rue de Buenos Aires.

En musique, un violoncelliste est un musicien instrumentiste jouant du violoncelle.